# Jan Josef Filip z Harrachu
Jan Josef Filip hrabě z Harrachu (Johann Joseph Philipp Graf Harrach zu Rohrau) (22. října 1678, Vídeň — 8. srpna 1764, Vídeň) byl rakouský vojevůdce, účastník dynastických válek první poloviny 18. století. Vynikl v bojích proti Turkům , v roce 1723 byl povýšen na polního maršála a později byl dlouholetým prezidentem Dvorské válečné rady (1739—1764).

## Životopis
Pocházel z významného šlechtického rodu Harrachů, narodil se jako nejmladší syn diplomata a císařského nejvyššího hofmistra Ferdinanda Bonaventury z Harrachu (1636—1706), po matce Johanně (1639—1716) byl vnukem Jana Maxmiliána z Lambergu. Od mládí sloužil v armádě a díky svému rodovému původu byl předurčen k rychlé kariéře. Do vojska vstoupil za války o španělské dědictví a zúčastnil se bojových akcí v Itálii, převážně pod velením prince Evžena Savojského. Již v roce 1704 dosáhl hodnosti plukovníka a po bitvě u Turína (1706) byl vyslán do Vídně se zprávou o vítězství, téhož roku byl povýšen na generálmajora. V roce 1708 dosáhl hodnosti polního podmaršála a zúčastnil se dalších tažení proti Francii. Po válce o španělské dědictví obdržel hodnost polního zbrojmistra (1716) a opět pod velením Evžena Savojského bojoval proti Turkům na Balkáně. V roce 1723 dosáhl hodnosti polního maršála a později zastával funkci prezidentem dvorské válečné rady (1739—1764). Po válkách o rakouské dědictví se podílel na reformách rakouské armády. Ještě na začátku sedmileté války byl zvažován pro pozici vrchního velitele armády, kvůli jeho vysokému věku to ale odmítla Marie Terezie. Do smrti nicméně zůstal prezidentem dvorské válečné rady, z titulu této funkce byl též státním a konferenčním ministrem, byl také císařským komořím a tajným radou. Od roku 1712 byl rytířem Řádu německých rytířů a od roku 1733 velitelem rakouské řádové provincie.
Jeho nejstarší bratr František Antonín (1665—1727) byl arcibiskupem v Salcburku, další bratr Alois Tomáš (1669—1742) byl místokrálem v Neapoli.